# Van Hansis
 (août 2017).
Evan Vanfossen Hansis est un acteur américain né le 25 septembre 1981 à North Adams dans le comté de Berkshire au Massachusetts.
Il est connu pour son rôle de Luke Snyder, l'adolescent gay du soap opera de CBS As the World Turns. Avec Jake Silbermann, son partenaire à l'écran, il a formé entre 2007 et 2010 le premier « super couple » gay du monde des soap operas, Luke & Noah.

## Biographie
Evan Vanfossen Hansis (nom complet de Van Hansis) est né le 25 septembre 1981 à North Adams dans le Massachusetts. Ses parents sont Randall Hansis et Roma Vanfossen. Son deuxième prénom, Vanfossen, est le nom de jeune fille de sa mère. Quand il atteignit l'âge de trois ans, lui et sa famille déménagèrent à Greenfield où sa mère avait été nommée Principale d'un établissement scolaire régional, le Gill-Montague Regional School District. Van Hansis fréquenta l'école Four Corners, et, plus tard, le Greenfield School Center. Durant ses années à Greenfield, Hansis joua dans des pièces de théâtre et se produisit sur scène dans le cadre de stages d'été et au cours de ses séjours dans les centres de vacances. Il fréquenta ensuite le fameux lycée privé (pensionnat) de Walnut Hill, à Natick. Il choisit de s'inscrire dans ce fameux établissement qui propose une préparation et une formation complètes au métier de comédien « parce que, dit-il, il savait déjà alors qu'il voulait être comédien et cette école était le meilleur choix pour y parvenir ». Il réussit ensuite à parfaire son talent naturel de comédien au Shea Theater.
Van Hansis est diplômé de l'université Carnegie-Mellon, située à Pittsburgh en Pennsylvanie : il obtint en effet en 2004 un BFA (diplôme spécialisé d'arts dramatiques) à la faculté d'arts dramatiques (School of Drama) de l'université Carnegie-Mellon. Suivant le programme d'études de Carnegie Mellon, Van se rendait, à la fin de chaque année d'étude, à New york et à Los Angeles afin de jouer dans des pièces et participer à des festivals dans de nombreux théâtres, intégrant diverses troupes et écoles de théâtre, dont celle de Juillard. Van était ainsi repéré par plusieurs agents artistiques et directeurs de castings. Van étudia aussi à Moscou (Russie) pendant quatre mois (d'août à décembre 2004) dans le cadre d'un stage à l'étranger pour renforcer son jeu d'acteur. Il joua dans un certain nombre de productions théâtrales à l'université Carnegie-Mellon et, plus tard, il participa à d'importantes productions à Williamstown et à New York : on peut ainsi citer Le projet Laramie, On The Razzle, Orpheus ou encore Twelfth Night. Voici une liste plus exhaustive des pièces théâtrales dans lesquelles Van Hansis a joué :
- Dance Dance Revolution ! (2008 - New York)
- Die Mommie Die! [Lance Sussman] (2007 - New York (dir. Carl Andress))
- Johnny Appleféker (2007 - New York)
- The Red Beard of Esau [Lecture] (2007 - New York (dir. Alex Timbers))
- An Evening Honoring 'The Laramie Project' (2006 - New York (dir. Moises Kaufman))
- Bloody Mary [L'Assistant du Pope, Duc de Northumberland, Roi d'Espagne, Sir Thomas Seymore] (2006 - New York)
- On The Razzle [Ragamuffin] (2005 - Williamstown (dir. David Jones))
- The Witching Hour [Dr. Scott/ Washington Otis] (2005 - Willamstown)
- Dracula (2005 - New York)
- Marco Millions (2004 - New York)
- Polaroid Stories [Narcissus] (2004 - Williamstown)
- Twelfth Night (Williamstown)
- Dance Dance Revolution (Williamstown (dir. Alex Timbers))
- The Indian Wants the Bronx (Williamstown)
- Blood on the Cat's Neck (Williamstown)
- The Laramie Project (2002 - Pittsburgh (dir. Jesse Berger))
- The Seagull (Pittsburgh)
- Boy Gets Girl (Pittsburgh)
- The Tale of Veronique & Lem (Pittsburgh/CMU - February 2003)
- Serious Money (2003 - Pittsburgh/CMU (dir. Steve Cosson))
- Orpheus (2002 - Pittsburgh/CMU)
- Gint (Pittsburgh/CMU)...

En 2005, Van rejoignit le casting du feuilleton As the World Turns, sur la chaîne CBS, obtenant le rôle de Luke Snyder (de son nom complet : Luciano Eduardo (Grimaldi) Snyder), un adolescent gay devant faire face à l'adversité engendrée par son homosexualité.
Van Hansis a été nommé à deux reprises (en 2007 et en 2008) aux Daytime Emmy Awards, dans la catégorie « Best/Outstanding younger actor » pour son rôle de Luke Snyder. Il vient à nouveau d'être nommé aux Daytime Emmy Awards dans la catégorie « Best/Outstanding supporting actor » pour ce même rôle.
Van joue le rôle principal (Jess) dans le film étudiant The Time Machine, ainsi que dans Ladykiller (dans le rôle de Noah). Il s'est aussi produit avec succès en 2007 dans la fameuse pièce Die Mommie Die !, œuvre théâtrale présentée Off-Broadway et écrite ainsi que jouée par Charles Busch. En décembre 2008, Van reprit son rôle de Wiggles dans la pièce Dance Dance Revolution qui remporta un franc succès : dans cet opéra-rock, Van joue la comédie, mais aussi danse et chante.
En septembre 2007, Van Hansis donna une interview au magazine américain Soap Opera Digest à propos de la réaction positive du public au démarrage de l'histoire de Luke & Noah : « Mon opinion personnelle est que la réaction très positive de la part du public (quant à l'histoire de Luke & Noah) en dit long sur ce que nous représentons en tant que pays. Nous avons besoin que chacun accepte et embrasse les différences de toutes sortes ».
Durant le printemps 2010, Van joua son premier grand rôle au cinéma, interprétant Danny Hill dans le film Occupant réalisé par Henry Miller. Occupant est un thriller psychologique dont le rôle principal a demandé à Van Hansis d'user de ses plus fins talents d'acteur.

## Filmographie

### Cinéma
- 2006 : Ladykiller : Noah
- 2010 : Occupant : Danny Hill

### Série télévisée
- 2005-2011 : As the World Turns : Luke (Luciano Eduardo) Grimaldi Snyder
- 2006 : The Time Machine : Jesse
- 2007 : Les Aventures d'Henry Davis : Henry Davis
- 2011 : Psych : Enquêteur malgré lui : Adrian Vicciello (saison 6, épisode 3)
- 2011 : Nikita : Yuri Levrov (saison 2, épisode 7)
- 2012-2014 : EastSiders : Thom

## Distinctions

### Nominations
Daytime Emmy Awards 2007
- Dans la catégorie : Outstanding Younger Actor in a Drama Series, Pour son rôle de Luke Syder dans : As the World Turns

Daytime Emmy Awards 2008
- Dans la catégorie : Outstanding Younger Actor in a Drama Series, Pour son rôle de Luke Snyder dans : As the World Turns

Daytime Emmy Awards 2009
- Dans la catégorie : Best Supporting Actor in a Drama Series, Pour son rôle de Luke Snyder dans : As the World Turns